# Ocotecomactitlán
Ocotecomactitlán är en ort i Mexiko.   Den ligger i kommunen José Joaquín de Herrera och delstaten Guerrero, i den sydöstra delen av landet, 230 km söder om huvudstaden Mexico City. Ocotecomactitlán ligger 1 339 meter över havet och antalet invånare är 292.
Terrängen runt Ocotecomactitlán är kuperad åt nordväst, men åt sydost är den bergig. Runt Ocotecomactitlán är det ganska glesbefolkat, med 43 invånare per kvadratkilometer. Närmaste större samhälle är Mexcalcingo, 1,3 km väster om Ocotecomactitlán. I omgivningarna runt Ocotecomactitlán växer huvudsakligen savannskog.